# Leopold Damrosch
Leopold Damrosch (Poznań, 1832. október 22. – New York, 1885. február 15.) német-amerikai hegedűművész, karmester, a New York-i Filharmonikusok vezető karmestere, a Metropolitan Opera igazgatója, az amerikai zenei életben jelentős zenész dinasztia alapítója volt.

## Életpálya
Leopold Damrosch a poroszországi Poznańban Heinrich Damrosch fiaként zsidó és luteránus családba született, Helene von Heimburg operaénekesnővel kötött házassága előtt kikeresztelkedett. Damrosch zenei képzést kilencéves korától kapott, később szülei kívánságára a Berlini Egyetemen orvosi diplomát szerzett, emellett ugyanakkor Franz Riesnél hegedűt, Siegfried Dehntől zeneelméletet tanult.
Hegedűművészként kezdte zenei pályáját, Berlinben, Hamburgban lépett fel, majd Weimarban koncertezett, ahol megismerkedett Hans von Bülowval és baráti körével, többek között Liszt Ferenccel is. 1858 és 1860 között Boroszlóban, a mai Wrocławban volt  karmester, itt a lipcsei Gewandhaus mintájára nyolc muzsikussal filharmóniai társaságot is alapított.  Damrosch felkérésére Liszt többször is, Wagner pedig 1867-ben vezényelte a Damrosch által alapított filharmóniai társaság zenekarát Boroszlóban, Liszt neki ajánlotta az 1866-ban keletkezett Le Triomphe funèbre du Tasse (S.517) című művét, de Hans von Bülowval és Carl Tausiggel is koncertezett hangversenykörúton.
Leopold Damrosch 1871-ben egy, a német zenét támogató amerikai társaság, az Arion Society felkérésére elhagyta a kontinenst és New Yorkba költözött, ahol első koncertjein karmesterként, zeneszerzőként és hegedűsként is bemutatkozott. Első New York-i koncertje a New York-i Filharmonikusokkal 1871. május 6-án volt, a koncerten Beethoven Hegedűversenyének szólistájaként a művet saját kadenciájával adta elő. Az elkövetkező két évben számos koncertet adott, majd 1873-ban egy új zenei társaságot alapított, az Oratorio Society of New Yorkot.  1876-ban, már mint a New York-i zenei színtér fontos szereplője visszatért a kontinensre, hogy az akkor induló Bayreuthi Ünnepi Játékokon meghallgassa R. Wagner Ring ciklusát.

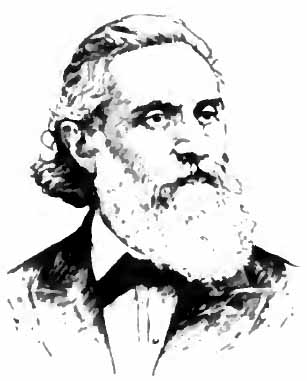
Leopold Damrosch-ról készült rajz

New Yorkba visszatérve az 1876-77-es évadban elvállalta a New York-i Filharmonikusok vezető karmesteri posztját, de a rákövetkező évben meg is vált az együttestől. Ennek oka lehetett, hogy Damrosch programján szereplő jelentős művek – Handel, Haydn, Gluck, Beethoven, Wagner A walkürök teljes első felvonásának koncertre tűzése, Saint-Saëns G-dúr zongoraversenyének amerikai premierje – a tipikus amerikai hallgatóságot eltávolította a koncertteremtől, a bevétel csökkenése miatt Damrosch távozott az együttestől. New York számára viszont 1878-ban létrehozta saját szimfonikus zenekarát, a New York Symphony Orchestra-t, mely a New York-i Filharmonikusok mellett a város másik legjelentősebb együttesévé vált, majd jóval később, 1928-ban a két együttes össze is olvadt. Damrosch új együttesének köszönhető Johannes Brahms 1. szimfóniájának, Berlioz Requiemjének amerikai bemutatója. Az új szimfonikus zenekar és az általa alapított másik zenei társaság, az  Oratorio Society of New York szoros együttműködésben adott koncerteket, tevékenységük csúcspontja az 1881-ben rendezett, május 3 és 7 között tartott zenei fesztivál volt, melyen több mint 1200 főből álló kórus és 250 tagú zenekar lépett fel, a műsoron többek között Handel Dettingen Te Deuma, Messiás oratóriuma, Berlioz Requiemje és Beethoven 9. szimfóniája volt hallható, mindegyik koncerten 8000 és 10 000 főt számláló hatalmas közönség előtt játszottak. 

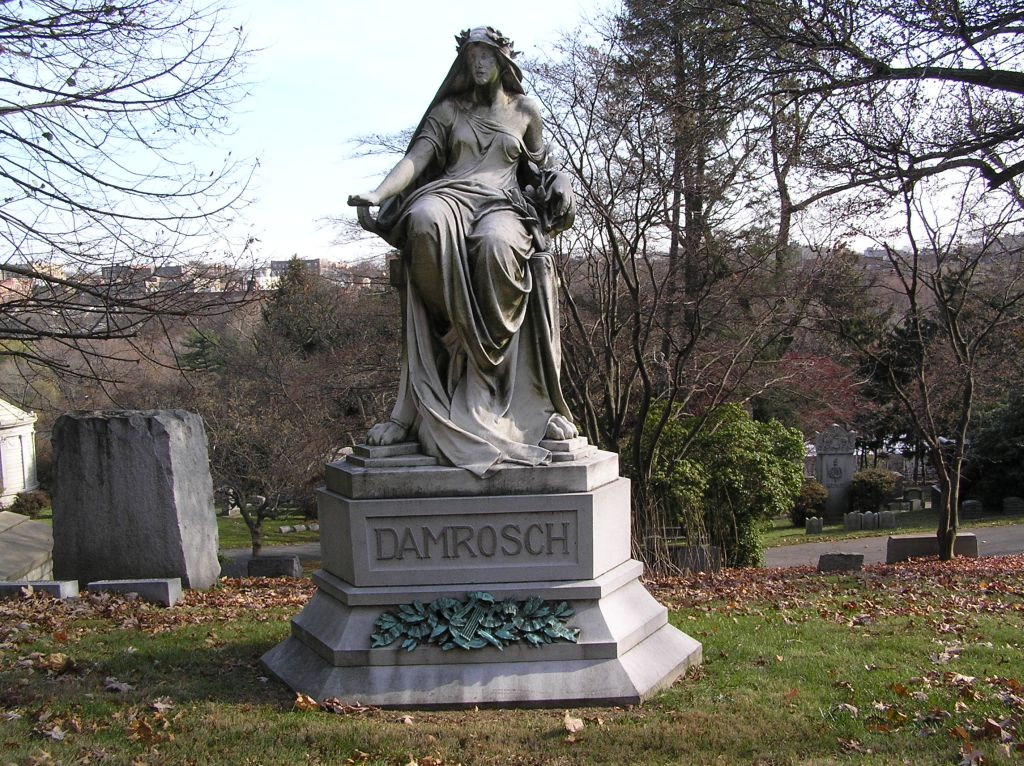
Leopold Damrosch síremléke a New York-i Woodlawn temetőben

Leopold Damroscht 1884-ben a New York-i Metropolitan Opera vezetőjévé nevezték ki, itt igazgatóként és vezető karmesterként is a német operarepertoárt tartotta fontosnak. A New York-i közönség számára Wagner műveinek előadása, többek között a Tannhäuser, a  Lohengrin, és A walkür számított kiemelkedőnek. Élete utolsó időszakáig vezényelt, 1885-ben egy súlyos meghűlésből nem tudott felgyógyulni, 1885-ben New Yorkban hunyt el, Bronxban a  Woodlawn temetőben nyugszik.
1880-ban Leopold Damroscht a Columbia Egyetem díszdoktorává avatták.
A zeneszerzőként is tevékeny Leopold Damrosch többek között hegedűversenyt és további hegedűműveket is, valamint kórusműveket komponált, ismert Ruth and Naomi című oratóriuma, Sulamith című kantátája.

## Családja
Leopold Damrosch az amerikai zenei életben jelentős szerepet betöltött zenészdinasztiát alapított, mindkét fia, Frank Damrosch és Walter Damrosch is követte őt a zenei pályán. Idősebb fia, Frank Damrosch átvette az apa által létrehozott Oratorio Society of New York vezetését, valamint a Frank Damrosch által felállított zeneművészeti iskolából, a New York Institute of Musical Art-ból nőtt ki később New York világhírű zeneakadémiája, a Juilliard School.  Másik fia, Walter Damrosch karmesterként vált  New York komolyzenei élete egyik meghatározó egyéniségévé, hosszú időn át az apa által alapított és később a New York-i Filharmonikusokkal egyesült szimfonikus zenekar, a New York Symphony Orchestra  vezetője volt, ebben az időszakban Walter Damrosch kezdeményezésére Andrew Carnegie támogatásával épült meg New York sokáig elsőszámú koncertterme, a Carnegie Hall, majd Walter Damrosch később átvette a New York-i Filharmonikusok vezetői posztját.  Jelentős amerikai művek világpremierje fűződik nevéhez, köztük George Gershwin Zongoraversenye, és a felkérése született Gershwin Egy amerikai Párizsban című műve is.
A Lincoln Centerben, mely jelenleg a Metropolitan Operának, a New York-i Filharmonikusoknak és a Juilliard Schoolnak is otthont ad, a család emlékére, egy, a család nevét viselő amfiteátrumszerű szabadtéri színház, a Damrosch Park áll.

## Média
- Leopold Damrosch A-dúr szimfónia  II. tétel (1878) a YouTube-on.